# Aleksandar Prijović
Aleksandar Prijović (Александар Пријовић; * 21. April 1990 in St. Gallen) ist ein gebürtiger Schweizer Fussballspieler serbischer Abstammung, der für die serbische Fußballnationalmannschaft spielt. In seiner bisherigen Karriere stand er in der Schweiz, England, Norwegen, Schweden, der Türkei, Polen, Griechenland, Saudi-Arabien und Australien unter Vertrag.

## Karriere im Verein
Prijović startete seine Karriere beim FC St. Gallen, dem Verein seiner Heimatstadt, wechselte aber schon mit 16 Jahren nach Italien, wo er sich dem FC Parma anschloss. Am 27. April 2008 spielte er sein erstes Profispiel gegen Reggina Calcio. Es war auch sein einziges im Trikot von Parma. Am 7. August 2008 wurde der Wechsel zum englischen Zweitligisten Derby County bekanntgegeben. Dort kam er aber nicht zum Einsatz, sodass er zu Yeovil Town und anschliessend zu Northampton Town ausgeliehen wurde. Beim letzteren konnte er sich durchsetzen und spielte in der Rückrunde zehn Spiele und schoss zwei Tore.
Im Februar 2010 wechselte Prijović zum FC Sion, bei dem er zunächst hauptsächlich als Einwechselspieler zum Einsatz kam. Nach seinem ersten Tor für den Klub als „Joker“ am ersten Spieltag der Meisterschaft 2010/11 eroberte er sich in der Folge kurzzeitig einen Stammplatz an der Seite von Giovanni Sio, Michael Dingsdag und Goran Obradović. Da er sich jedoch nicht langfristig durchgesetzt hatte und auch zu Beginn des folgenden Jahres zwischen Startelf und Ersatzbank schwankte, verließ er den Klub im Herbst auf Leihbasis in Richtung FC Lausanne-Sport. Auch hier konnte er sich nicht als Stammkraft festsetzen, insgesamt bestritt er lediglich zehn Spiele bis zum Saisonende und blieb dabei ohne Torerfolg.
Anfang August 2012 wechselte Prijović auf Leihbasis zum norwegischen Klub Tromsø IL in die Tippeligaen. Hier avancierte er direkt zum Helden, als er mit seinem spielentscheidenden Treffer zum 1:0-Auswärtserfolg bei Metalurh Donezk in der 3. Qualifikationsrunde der Europa League 2012/13 nach einem 1:1-Remis durch Tore von Zdeněk Ondrášek und Đorđe Lazić im Hinspiel den Aufstieg in die Play-off-Runde ermöglichte.
Im Sommer 2013 schloss sich Prijović dem schwedischen Klub Djurgårdens IF an, bei dem er einen bis 2015 gültigen Vertrag unterzeichnete. Dort traf er auf Per-Mathias Høgmo, der ihn bereits in Norwegen trainiert hatte. Bis zum Saisonende erzielte er in zehn Spielen fünf Tore. In der Spielzeit 2014 schwankte er unter dem neuen Trainer Per Olsson bis zum Sommer zwischen Startformation und Ersatzbank, letztlich war er in 17 Spielen abermals fünfmal als Torschütze erfolgreich.
Kurz vor Ablauf der Wechselperiode im August 2014 verließ Prijović Schweden und wechselte in die Türkei zu Boluspor. Bei diesem Verein avancierte er zu einem der besten Stürmer der TFF 1. Lig. So beendete er die türkische Zweitligasaison 2014/15 mit 16 Toren gemeinsam mit Mert Nobre als Zweiter der Torschützenliste.
Trotz des erfolgreichen Einstands im türkischen Fussball wechselte Prijović zur Saison zum polnischen Verein KP Legia Warschau. Im Januar 2017 wechselte er zu PAOK Thessaloniki, wo er 2019 mithalf, die Meisterschaft zu gewinnen. Daneben war er mit dem Verein dreimal in Folge griechischer Pokalsieger. Zu Beginn des Jahres 2019 zog es ihn nach Saudi-Arabien, 2021 nach Australien.

## Karriere in der Nationalmannschaft
Zuerst schloss sich Prijović, dessen Eltern aus Serbien kommen, der Serbischen Juniorennationalmannschaft an. Er entschloss sich aber im Jahre 2010 für die Schweiz, das Land, in dem er aufgewachsen ist, zu spielen. Prijović gehörte zum Kader der Schweizer U20- und U21-Nationalmannschaft, wechselte aber später wieder zu Serbien. Sein Debüt für die serbische A-Nationalmannschaft gab er beim 1:1 im WM-Qualifikationsspiel gegen Wales am 11. Juni 2017, als er in der 67. Spielminute für Filip Kostić eingewechselt wurde. Da es sich hierbei um ein Pflichtspiel handelte, war ein Wechsel zurück zum Schweizer Verband ab diesem Zeitpunkt nicht mehr möglich. Sein erstes A-Länderspieltor erzielte Prijović beim 1:0-Sieg gegen Georgien am 9. Oktober 2017.
Mit Serbien nahm er an der WM 2018 in Russland teil. Beim 1:0-Sieg gegen Costa Rica im ersten Gruppenspiel kam er zu einem Kurzeinsatz, als er kurz vor Ende der Partie für Aleksandar Mitrović eingewechselt wurde. Serbien schied nach der Vorrunde als Gruppendritter aus.

## Erfolge
- Schweizer Cupsieger: 2011 mit FC Sion
- Polnischer Meister: 2016, 2017 mit Legia Warschau
- Polnischer Pokalsieger: 2016
- Griechischer Pokalsieger: 2017, 2018, 2019 mit PAOK FC
- Griechischer Meister: 2019